# Hans Suter (Schauspieler)

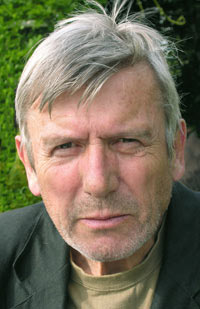
Hans Suter, 2004,
Foto: Monica Boirar

Hans Suter (* 13. April 1940 in Wittenwil, Kanton Thurgau) ist ein Schweizer Schauspieler, Autor und Satiriker.

## Leben
In der Schauspielgemeinschaft Zürich bildete sich Hans Suter von 1965 bis 1968 zum Schauspieler aus. Zwischen 1969 und 1970 war er mit Alfred Rassers «Zivilverteidiger Läppli» auf Tournee. Dann spielte er an verschiedenen Bühnen: Schauspielhaus Zürich (Regie: Benno Besson/Horst Sagert), Galerietheater Die Rampe in Bern (Regie: Volker Hesse), Innerstadtbühne Aarau (Regie: Peter Schweiger), Gastrollen am Städtebundtheater Biel-Solothurn. In Die Bettleroper (Regie: Daniel Fueter) übernahm er die Rolle des Macheath. Er ist der Autor des Librettos und Hauptdarsteller der Oper «Egon, aus dem Leben eines Bankbeamten» von Max E. Keller, nachgespielt von der Pocket Opera Nürnberg. Seit Anfang der 1980er Jahre schreibt er satirische Texte für die Schweizer Satirezeitschrift Nebelspalter sowie Hörspiele für mehrere deutschsprachige Sender. 1982 gründete er die Laientheatergruppe «Die Sehvögel» mit Blinden und Sehbehinderten, für die Suter bis 1986 Textbearbeitungen vornahm und Regie führte. 1986–1991 war er künstlerischer Leiter des Theaters Tuchlaube Aarau. Ab Anfang der 1990er Jahre ging er mit eigenen satirischen Kabarettprogrammen auf Tournee. Seit dem Jahr 2002 ist er im Vorstand der Urheberrechtsgesellschaft Pro Litteris. Sein erstes Buch Satiren – fidel und artgerecht ist 2009 im Verlag Edition Howeg, Zürich, sein erster Kriminalroman Basler Farben  2014 im Emons Verlag, Köln, sein Roman Unten am See – Episoden einer Jugend 2015 im Limmat Verlag erschienen. Das prämierte Theaterstück Unter Druck (3. Marburger Kurzdramenwettbewerb) wurde im Dezember 2006 im Theater Gegenstand in Marburg uraufgeführt, s Gschirr vo früehner, e Groteske i zwee Äkt (Schweizer Mundartfassung) am 4. März 2016 im Gemeindekeller in Würenlos (CH) unter der Regie von Albert Freuler.
Im Juli 2020 würdigt ihn Radio SRF Musikwelle anlässlich seines 80-jährigen Geburtstags mit einem dreiteiligen Sendungsporträt Vom Schriftenmaler zum Schriftsteller, Die rechte Hand des Lehrers, Vom Maler zum Schauspieler und Autor.

## Rollen

### Film und Fernsehen (Auswahl)
- 1992–93: Satiresendung SRF Übrigens, insgesamt sieben Auftritte
- 2005: Professor in: Leben auf Kredit von Maria Scheibelhofer und Sascha Weibel. Regie: Sascha Weibel, Fernsehfilm
- 2008: Professor Wirt in: Tag und Nacht von Katja Früh. Regie: Tobias Fueter. Zwei Episoden: Der Mann aus dem Busch, Die schöne Russin, TV-Serie
- 2009: Professor Preist in: Pepperminta von Chris Niemeyer und Pipilotti Rist. Regie: Chris Niemeyer und Pipilotti Rist
- 2011: Zu Gast in der Satiresendung Giacobbo / Müller
- 2020: Martin in: Eden für jeden von Rolf Lyssy und Dominik Bernet. Regie: Rolf Lyssy.

### Theater (Auswahl)
- 1969: Offizier in: Zivilverteidiger Läppli von Alfred Rasser. Regie: Alfred Rasser, Schweizer Tournee
- 1970: Jan in: Missverständnis von Albert Camus. Regie: Zbigniew Stok, Kammertheater Stok, Zürich
- 1973: Tosan in: Sie legen den Blumen Handschellen an von Fernando Arrabal. Regie: Volker Hesse, Stadttheater Bern
- 1973: Scharfrichter in: Beiläufige Veränderung von Justinus Kerner. Regie: Peter Schweiger, Innerstadtbühne Aarau
- 1974: Merkulo in: Hanswurstiaden von Johann Wolfgang Goethe. Regie: Jean Grädel, Theater Claque Baden
- 1974: Marco Polo in: Der Alte vom Berge, fünf schematische Akte von Alfred Jarry. Regie: Peter Schweiger, Innerstadtbühne Aarau
- 1974: Scheitermann in: Frühere Verhältnisse von Johann Nestroy. Regie: Peter Schweiger. Innerstadtbühne Aarau
- 1975: Maceath in: Bettleroper von John Gay/Johann Christoph Pepusch. Regie: Daniel Fueter, Innerstadtbühne Aarau
- 1976: Kleist in: Zschokke-Kalender von Klaus Merz. Regie: Peter Schweiger, Innerstadtbühne Aarau
- 1977: Herr Staar in: Die deutschen Kleinstädter von August von Kotzebue. Regie: Peter Schweiger, Innerstadtbühne Aarau
- 1978: Herr Häberli in: Das Matterköpfen von Kurt Hutterli. Regie: Peter Schweiger, Theater Claque Baden
- 1979: La Hire in: Die heilige Johanna von Georg Bernhard Shaw. Regie: Franz Matter, Städtebundtheater Biel-Solothurn
- 1981: Stadtschreiber in: Vineta von Jura Soyfer. Regie: Walter Hess, Theater Winkelwiese Zürich
- 1982: Erzähler in: Brigadoon von Frederick Loewe. Regie: David Geary, Bühne Möriken
- 1982: Dr. JJ Tschudi in: Anna Göldi von Margot Gödrös und Hanspeter Müller-Drossaart. Regie: Hanspeter Müller-Drossaart
- 1983: Egon in: Aus dem Leben eines Bankbeamten von Max E. Keller und Hans Suter. Regie: Lilo Zindel, Volkshaus Zürich
- 1986: Mann in: Strincket oder es goot nur wells gieng von Roland Merz. Regie: Alexander Stoia, Theater Tuchlaube Aarau
- 1987: Georges in: Schreckliche Eltern von Jean Cocteau. Regie: Alexander Stoia, Theater Tuchlaube Aarau
- 1989–2016 Sturzenegger, Emanzer, Agglomerationscasanova, Moderator u. a in: Suters Kabarett. Regie: Albert Freuler, Kamil Krejci, Enzo Scanzi, Peter Holliger, u. a.,  Schweizer Tournee

## Werke

### Hörspiele
- 1984 Der Senne muss scheiden, der Sommer ist hin. Schweizer Radio DRS (neu Radio SRF). Regie: Walter Baumgartner
- 1985 Partnertherapie. Schweizer Radio DRS (neu Radio SRF). Regie: Walter Baumgarter
- 1988 Waldjustiz. Schweizer Radio DRS (neu Radio SRF). Regie: Walter Baumgarter
- 1991 Ein Fehltritt. Schweizer Radio DRS (neu Radio SRF).  Regie: Walter Baumgarter
- 1991 Der Senne muss scheiden, der Sommer ist hin. Schweizer Radio DRS (neu Radio SRF). (Wiederholung)
- 1993 Waldjustiz. Schweizer Radio DRS (neu Radio SRF) (Wiederholung)
- 1993 Schredder. Schweizer Radio DRS (neu Radio SRF). Regie: Walter Baumgarter
- 1993 Schredder. Westdeutscher Rundfunk WDR. Regie: Georg Bühren[14]
- 1994 Star-Klub. Schweizer Radio DRS (neu Radio SRF). Regie: Barbara Schlumpf
- 1995 Schredder. Westdeutscher Rundfunk WDR (Wiederholung)
- 1995 Ein Fehltritt. Schweizer Radio DRS (neu Radio SRF) (Wiederholung)
- 1996 Weg ist weg. Süddeutscher Rundfunk SDR (neu SWR). Regie: Stefan Hilsbecher[15]
- 1997 Weg ist weg. Hessischer Rundfunk hr (Wiederholung der Hörspielproduktion des SDR)
- 1997 Die Andern. Schweizer Radio DRS (neu Radio SRF). Regie: Buschi Luginbühl
- 1998 Der Senne muss scheiden, der Sommer ist hin. Schweizer Radio DRS (neu Radio SRF) (Wiederholung)
- 2001 Das unendliche Spiel. Westdeutscher Rundfunk WDR. Regie: Klaus Mehrländer[16]
- 2001 Waldjustiz. Südwestrundfunk SWR. Regie: Hubertus Gertzen[17]
- 2002 Satirische Texte. Südwestrundfunk SWR
- 2003 Satirische Texte. Südwestrundfunk SWR
- 1998–2004 Wöchentliche Kurzhörspiele – Memotreff (250 Folgen). Schweizer Radio DRS (neu Radio SRF). Regie: Walter Baumgarter[18]
- 2005 Schredder. Westdeutscher Rundfunk WDR (Wiederholung)
- 2007 Der Senne muss scheiden, der Sommer ist hin. Schweizer Radio DRS (neu Radio SRF) (Wiederholung)[19]
- 2010 Der Senne muss scheiden, der Sommer ist hin. Schweizer Radio DRS (neu Radio SRF) (Wiederholung)
- 2008–2011 Wiederholungen von 105 Folgen Kurzhörspiele Memotreff. Schweizer Radio SRF, Musikwelle[20]
- 2019 Der Senne muss scheiden, der Sommer ist hin. Schweizer Radio SRF (Wiederholung)[21]
- ab 2019 Wiederholungen weiterer Folgen Kurzhörspiele Memotreff. Schweizer Radio SRF, Musikwelle, Synerzit[22]
- 2021 Das Unendspiel. Westdeutscher Rundfunk WDR (Wiederholung)[23]

### Kabarettprogramme/Satire (Auswahl)
- 1992 Geld und feischt
- 1992–1993 mehrere Auftritte in der Sendung übrigens des Schweizer Fernsehens
- 1994 Liquidation
- 1996 Erotomanie
- 1998 Sischwiesisch
- 2000 Tage der offenen Türen
- 2004 Underbrächerwärbi
- 2005 Lieber riich und gsund
- 2008 Satiramisu[24]
- 2011 Susch no öppis[25]

### Theaterstücke
- Unter Druck: En Erprässig. Teaterverlag Elgg, Belp 2008[26]
- S Gschirr vo früehner: E Groteske i zwee Äkt. Teaterverlag Elgg, Belp 2007 (geschrieben 1990).
- … wo chieme mer do ane: 16 Migros-Café-Szene; von einander unabhängige Szenen aus Memo-Treff 1998–2004. Teaterverlag Elgg, Belp 2008.
- Geschirr von früher: Groteske. Teaterverlag Elgg, Belp 2012.
- Blatten. Per H. Lauke Verlag, Hamburg 2014.[27]

### Bücher
- Satiren – fidel und artgerecht. Edition Howeg, Zürich 2009, ISBN 978-3-85736-265-1.
- Basler Farben. Kriminalroman. Emons, Köln 2014, ISBN 978-3-95451-305-5.
- Unten am See. Episoden einer Jugend. Limmat, Zürich 2015, ISBN 978-3-85791-765-3.
- Berner Affären. Kriminalroman. Emons, Köln 2016, ISBN 978-3-95451-824-1.
- Berner Verhängnis. Kriminalroman. Emons, Köln 2017, ISBN 978-3-7408-0214-1.
- 59 weitere Satiren. Edition Howeg, Zürich 2021, ISBN 978-3-85736-361-0.
- Berner Zwiebelrache. Kriminalroman. Edition Königstuhl, St. Gallenkappel 2022, ISBN 978-3-907339-30-5.[28]
- Elf Schwestern. Biografische Erzählung. Edition Königstuhl, St. Gallenkappel 2023, ISBN 978-3-907339-31-2.

### CDs
- Memo-Treff: 1998–2000, Regie: Walter Baumgartner, Redaktion: Brigitt Flüeler, Schweizer Radio DRS.
- Memo-Treff: 2000–2002, Regie: Walter Baumgartner, Redaktion: Brigitt Flüeler, Schweizer Radio DRS.

## Auszeichnungen
- 2004 Literaturhaus Zürich, Text des Monats
- 2006 Literaturpreis für Satire: Zeitzeichen aus Gstaad
- 2006 Preisträger Marburger Kurzdramenwettbewerb, Uraufführung Theater Gegenstand Marburg